# Олівія Еппс
Олівія Еппс (англ. Olivia Apps) — канадська регбістка, олімпійська медалістка. 
Срібну олімпійську медаль Еппс виборола на Паризькій олімпіаді 2024 року в складі збірної Канади з регбі-7.
У віці семи років у дівчинки діагностували втрату волосся на всьому тілі.